# Darnoides elongatus
Darnoides elongatus är en insektsart som beskrevs av Albino Morimasa Sakakibara 1998. Darnoides elongatus ingår i släktet Darnoides och familjen hornstritar. Inga underarter finns listade i Catalogue of Life.